# Света Троица Олимпийска
Манастирът Света Троица Олимпийска (на гръцки: Ιερά Μονή Αγίας Τριάδος) е ставропигия и се намира на 28 км от Еласона и 65 км от Лариса – на югозападните склонове на Олимп. Настоящата манастирска сграда е издигната в средата на XVI век, но манастирът подобно на съседния му Света Богородица Олимпийска е по-стар понеже се споменава в хрисовул на император Йоан V Палеолог от 1386 г. Има косвени данни, че манастирът е съществувал и през предходния XIII век. 
Манастирска хроника от 1602 г. свидетелства, че сега съществуващия манастир е издигнат в средата на XVI век, а през 1632 г. е реновириран. През XVIII век манастирът просперира. Католиконът е дълъг 23 м и датира от XIV век, откогато са и най-старите стенописи. Манастирският празник е денят на Светия Дух. 